# سلام آقا
سلام آقا یک آلبوم موسیقی ایرانی است که در دی ۱۳۸۸ منتشر شد. این آلبوم به مناسبت ماه محرم با صدای محسن چاوشی، رضا صادقی، محمد علیزاده و مهدی یغمایی منتشر شد.

## ترانه‌ها
اطلاعات آلبوم به شرح زیر می‌باشد:
1. خدای احساس (محمد علیزاده)
2. گل پر پر (مهدی یغمایی)
3. ظهر عطش (محسن چاوشی) شاعر: محمدرضا آقاسی - آهنگساز و تنظیم کننده: محسن چاوشی
4. غدیر خون (محسن چاوشی) شاعر: امیر ارجینی - آهنگساز و تنظیم کننده: محسن چاوشی
5. مرثیه (رضا صادقی)
6. امیر کائنات (رضا صادقی)
7. ماه قبیله (مهدی یغمایی)
8. حلالم کن (محمد علیزاده)